# Palácio dos Carrancas
O Palácio dos Carrancas localiza-se na freguesia de Cedofeita, Santo Ildefonso, Sé, Miragaia, São Nicolau e Vitória, na cidade, município e Distrito do Porto, em Portugal. Atualmente alberga o Museu Nacional de Soares dos Reis.
O Palácio dos Carrancas está classificado como Imóvel de Interesse Público desde 1934.

## História
O Palácio dos Carrancas tem uma história complexa tanto no que respeita à edificação como aos seus proprietários. Foi mandado construir a partir de 1795 para alojar a residência e a fábrica da família Morais e Castro. Os irmãos Morais e Castro eram então proprietários da Fábrica Tirados de Ouro e Prata na Rua das Carrancas, que lhes garantiu grande prosperidade. A um dos irmãos, Manuel Mendes de Morais e Castro, foi outorgado pela rainha D. Maria II a 10 de Maio de 1836 o título de primeiro barão de Nevogilde. O nome de Palácio dos Carrancas, pelo qual o palácio ainda hoje é conhecido, foi popularmente atribuído em referência ao carácter pouco simpático do seu proprietário.
A construção daquela que se tornou a mais importante residência da cidade decorreu durante o período urbanístico coordenado por Francisco de Almada e Mendonça. O projeto é, tradicionalmente, atribuído a Joaquim da Costa Lima Sampaio, que também participou em obras como a Feitoria Inglesa e o Hospital de Santo António, da autoria do arquiteto inglês John Carr, fazendo parte de um conjunto de obras fundamentais do movimento neoclássico que teve lugar no Porto. Constituiu, na sua origem, um exemplo de arquitetura privada, com influência palladiana. De acordo com as descrições da época, os espaços interiores foram tratados com elegância; a imponência tal como a que se observa na fachada principal, de uma gramática arquitetónica de influência clássica. As paredes dos salões estavam recobertas de majestosas alegorias e paisagens pintadas a fresco por pintores italianos.
Numa coluna no periódico O Jornal do Porto de 17 de agosto de 1859, ficou expressa a necessidade da família real ter uma residência no Porto, uma vez que quando os monarcas vinham à cidade, ficavam em casas particulares. Por outro lado, a presença de um palácio real iria criar um novo polo turístico no Porto. Devido aos elevados custos envolvidos na construção de um novo edifício, foi proposta a adaptação de um já existente para este uso, tendo-se considerado que só existiam dois edifícios na cidade com monumentalidade suficiente para tal: o Paço Episcopal, e o Palácio dos Carrancas, que na altura estava à venda, embora existissem poucos interessados, devido ao avultado preço.
Em 1861 o palácio foi adquirido por Pedro V de Portugal para servir de residência real e alojar os soberanos quando em visita ao norte do país. Durante esse período foi conhecido como Palácio Real da Torre da Marca. Embora necessitado de obras de reparação e melhoramentos, o edifício não sofreu alterações significativas, excetuando a extinção das instalações da fábrica.
Tanto como residência da família Morais e Castro como da família real, o palácio foi o lugar escolhido para alojar (nem sempre com o consentimento dos seus proprietários) importantes figuras de historia de Portugal e Europeia. Foi a residência oficial do General Soult, em 1809, durante as Invasões Francesas. Após a fuga das tropas de Napoleão, o Duque de Wellington, estabeleceu ali o seu quartel-general e residência. Mais tarde alojaram-se ali muitas outras personalidades do exercito libertador tais como o General Beresford e o príncipe Guilherme de Nassau. Durante o Cerco do Porto serviu também de quartel general ao rei de Portugal, D. Pedro IV, que, temendo que a artilharia miguelista pudesse entrar na cidade, ali se instalou quatro meses.
Com distinta extensão nas suas visitas, o palácio acolheu o rei D. Luís I e a rainha D. Maria Pia, o rei D. Carlos e a rainha D. Amélia, bem como o Rei D. Manuel II. Excetuando as visitas soberanas, o palácio encontrava-se praticamente sem utilização. Esta situação agravou-se com a Implantação da República Portuguesa a 5 de Outubro de 1910 e o consequente exilio real.
Manuel II de Portugal, no seu testamento datado de 1915, e conhecido após a sua morte em 1932 determinou a entrega do palácio à Santa Casa da Misericórdia, para que nele se instalasse um hospital. O Estado adquiriu o palácio à Misericórdia para sede do Museu Nacional de Soares dos Reis, que foi inaugurado em 1942.
A partir de 1992 o palácio sofreu uma profunda remodelação e expansão, com projeto de autoria do arquiteto Fernando Távora, concluída em 2001.